# Župnija Središče ob Dravi
Župnija Središče ob Dravi je rimskokatoliška teritorialna župnija dekanije Velika Nedelja Ptujsko-Slovenjegoriškega naddekanata, ki je del nadškofije Maribor.

## Sakralni objekti
- Cerkev sv. Duha, Središče ob Dravi (župnijska cerkev)
- Cerkev Žalostna Mati božja, Središče ob Dravi